# XII (m.o.v.eのアルバム)
XII（トゥエルヴ）は、2012年3月7日に発売した、m.o.v.eの通算12枚目のオリジナルアルバムである。

## 概要
- 約10ヶ月振りとなるオリジナルアルバム。「XII」はローマ数字の「12」を表しており、公式サイトでは「音楽家としてのひとつの周期の集大成」と説明されている。
- m.o.v.eのオリジナルアルバムの中で唯一シングル曲が収録されておらず、全て新曲で構成されている。
- DVD付盤には、表題曲「XII」のMVと、代官山UNITにて開催された「m.o.v.e WORLD OF OVERTAKERS TOUR 2011」のライブ映像を収録。

## 収録曲

### CD
1. Overture
2. MAYHEM PHILOSOPHY
3. KICKDOWN
4. The World Of Prisoners
5. Jasmine
6. XII
  - とちぎテレビ「CarXs」2012年2月度・3月度EDテーマ
  - 大阪オートメッセ2012テーマソング
7. Shake The Babylon
8. A Thousand Reasons
9. NATIVE SHOUT
  - 東京オートサロン2012テーマソング
10. FLY HIGH
11. Sudden Romance
12. D.C.

### DVD
1. XII 【music clip】
2. GHETTO BLASTER 【m.o.v.e WORLD OF OVERTAKERS TOUR 2011 @ UNIT】
3. oveRtaKerS feat.RYUICHI KAWAMURA × SUGIZO【m.o.v.e WORLD OF OVERTAKERS TOUR 2011 @ UNIT】
4. The Double Ace【m.o.v.e WORLD OF OVERTAKERS TOUR 2011 @ UNIT】
5. Champagne Tower【m.o.v.e WORLD OF OVERTAKERS TOUR 2011 @ UNIT】
6. FLY ME SO HIGH【m.o.v.e WORLD OF OVERTAKERS TOUR 2011 @ UNIT】
7. Gamble Rumble【m.o.v.e WORLD OF OVERTAKERS TOUR 2011 @ UNIT】